# Manoir de Montviant
Le manoir de Montviant est situé à Château-Gontier (France).

## Localisation
Le manoir est situé sur la commune de Château-Gontier, située dans le département de la Mayenne en région Pays de la Loire.

## Histoire
Le manoir fait l'objet d'une inscription partielle au titre des monuments historiques par arrêté du 24 juin 1975.